# Leucaena pulverulenta
Leucaena pulverulenta är en ärtväxtart som först beskrevs av Diederich Franz Leonhard von Schlechtendal, och fick sitt nu gällande namn av George Bentham. Leucaena pulverulenta ingår i släktet Leucaena och familjen ärtväxter. Inga underarter finns listade i Catalogue of Life.